# Armand Massard
Armand Émile Nicolas Massard  (ur. 1 grudnia 1884 w Paryżu, zm. 8 kwietnia 1971 tamże) – francuski szpadzista, trzykrotny medalista olimpijski.
Na igrzyskach olimpijskich w Antwerpii w 1920 roku zdobył dwa medale. Najpierw razem z Gastonem Amsonem, Alexandre'em Lippmannem, Gustave'em Buchardem, Georges’em Trombertem, Georges’em Casanovą i Louisem Moreau zajął trzecie miejsce w szpadzie drużynowej. Następnie zwyciężył w turnieju indywidualnym, wygrywając dziewięć z jedenastu pojedynków w rundzie finałowej. Na rozgrywanych cztery lata później igrzyskach olimpijskich w Paryżu był indywidualnie piąty. Brał też udział w igrzyskach olimpijskich w Amsterdamie w 1928 roku, gdzie Francuzi w składzie: Georges Buchard, Gaston Amson, Émile Cornic, Bernard Schmetz, René Barbier i Armand Massard zdobyli srebro w szpadzie drużynowej. W rywalizacji indywidualnej tym razem odpadł w półfinałach.
Nie zdobył medalu mistrzostw świata. 
Po zakończeniu kariery sportowej został działaczem. W latach 1933–1967 był przewodniczącym Francuskiego Komitetu Olimpijskiego (Comité national olympique et sportif français). W latach 1946–1969 był członkiem Międzynarodowego Komitetu Olimpijskiego, w tym w latach 1952-1956 był jego wiceprezydentem.